# 建福 (北遼)
建福（けんふく）は、北遼において天錫帝耶律淳の治世に使用された元号。1122年3月 - 6月。

## 西暦との対照表
| 建福 | 元年   |
| 西暦 | 1122年 |
| 干支 | 壬寅   |